# Heist-op-den-Berg
Heist-op-den-Berg ist eine belgische Gemeinde in der Region Flandern mit 44.505 Einwohnern (Stand 1. Januar 2024), die aus dem Hauptort und fünf weiteren Ortsteilen besteht.
Mechelen liegt 18 Kilometer westlich, Antwerpen 26 Kilometer nordwestlich und Brüssel etwa 35 Kilometer südwestlich.

## Politik

### Stadtrat
- PVDA: 1
- Vooruit: 7
- Groen: 1
- VLD: 2
- CD&V: 11
- N-VA: 5
- VB: 7
- Sonst.: 1

Nach der Wah kam es zu einer 
 Koalition aus CD&V und Vooruit. 
 Sie kommen auf 18 der 35 Sitze.
- PVDA: 1
- Vooruit: 19
- Vooruit – Gr: 5
- Groen: 4
- VLD: 18
- CD&V: 48
- CDV – NVA: 13
- N-VA: 26
- VB: 20
- Sonst.: 17

CD&V, Vooruit, OpenVLD und Vooruit – Gr kommen auf 90 Sitze.

## Verkehr
Die nächsten Autobahnabfahrten befinden sich im Norden bei Herentals an der A13/E 313, im Süden bei Aarschot an der A2 und im Westen bei Mechelen an der A1/E 19.
Die Gemeinde hat einen Regionalbahnhof an der Bahnlinie Antwerpen-Lier-Heist-op-den-Berg-Aarschoot.
Der Flughafen Antwerpen ist der nächste Regionalflughafen und der Flughafen Brüssel National nahe der Hauptstadt Brüssel ist ein Flughafen von internationaler Bedeutung.

## Sport
Olympia Heist op den Berg ist der zweiterfolgreichste Eishockeyverein Belgiens.

## Söhne und Töchter der Gemeinde
- Luc Leysen (1945–2020), Journalist
- Emiel Gysemans, (* 1953), Radrennfahrer, geboren in Booischot
- Jos Gysemans (* 1952), Radrennfahrer, geboren in Booischot
- Benjamin Van Itterbeeck (* 1964), Radrennfahrer
- Bart Kempenaers (* 1967), Biologe und Ornithologe
- Silvy de Bie (* 1981), belgische Sängerin (Sylver)
- Sandro Bosmans (* 2001), Eishockeyspieler